# Народное христианство
«Наро́дное христиа́нство» — условное название народной религии, в основе которой лежит синкретическое мировоззрение, сочетающее элементы христианской канонической, апокрифической и фольклорной традиций, и словесной, и изобразительной. В народное христианство входят космогонические, космологические, эсхатологические, религиозные и этноконфессиональные представления, свод этических нормативов, главными компонентами которого являются такие понятия, как добро и зло, грех, чудо; они определяют гармонию и равновесие мира, взаимоотношения Создателя с его творениями, социальные нормы. Представления народного христианства имеют тесную связь с народным календарём, народной демонологией, народной медициной и культом предков.
С начала XXI века научная эффективность такого понятия, как «народная религия» (англ. folk religion, нем. religiöse Volkskunde, фр. religion populaire), ставится под сомнение и считается оценочным. Американский фольклорист Дон Йодер отмечает, что учёные, занимающиеся данной тематикой, обычно предпочитают понятию «народная религия» (англ. folk religion) другой термин — «народное верование» (англ. folk belief).

## Раннее усвоение язычества
В процессе распространения христианства Христианская церковь целенаправленно приспосабливала языческие практики, наполняя их новым и, с её точки зрения, истинным содержанием. Первый этап адаптации приходится уже на первые века истории христианства, когда церковь заимствовала ряд античных языческих культурных элементов. В дальнейшем при христианизации различных стран и народов данная практика изменялась и при необходимости периодически возобновлялась. Элементы, заимствованные в ранний период, стали частью общехристианской традиции (даты и семантика некоторых праздников, ряд обычаев и культов). Заимствования, осуществлявшиеся в процессе дальнейшей христианизации, пополнили местные христианские традиции.
Христианские храмы часто возводились на месте языческих святилищ. В начале христианской истории языческие храмы обычно предварительно разрушались. С V века начинается процесс превращения их в христианские церкви. В ряде случаев прослеживается прямая связь между христианским и языческим посвящением храма.
Праздник Богоявления (τα επιφανια, Эпифания), вероятно, заменил языческий праздник с тем же названием, который был посвящён рождению и прибавлению света. На христианском Востоке этот праздник может называться τα φωτα 'светы'. Оба основных христианских праздника, Рождество Христово и Пасха, связаны с солярно-лунарной символикой: Рождество связано с рождением солнца (день зимнего солнцестояния), Пасха соотносится как с солнечным, так и с лунным циклом (весенним равноденствием и полнолунием). Календарному соотнесению рождения Христа с рождением солнца отчасти могло способствовать Его Воскресение в первый день недели, в день, который у язычников был посвящён солнцу, что нашло отражение в названии воскресного дня в ряде языков (ср. лат. dies solis, греч. ημέρηλίου, англ. Sunday, нем. Sonntag), а также в день, в который был сотворен мир и свет был отделён от тьмы. Иустин Философ (ок. 100—165) писал императору Антонину Пию (Первая апология, § 67): «В день солнца мы собираемся вместе, потому что это есть первый день, в который Бог, изменивший мрак и вещество, сотворил мир, и Иисус Христос, спаситель наш, в тот же день воскрес из мёртвых». Зимнее солнцестояние (VIII день до январских календ) было соотнесено с Рождеством Христовым, в то время как летнее солнцестояние (VIII день до июльских календ) — с Рождеством Иоанна Предтечи (24 июня (7 июля)), что, согласно Августину, соответствует буквальному смыслу слов Иоанна Крестителя: «Оному подобает расти, мне же малитися» (уменьшаться) (Ин. 3, 30).
Праздник Усекновения главы Иоанна Предтечи 29 августа (11 сентября), вероятно, был установлен Александрийской церковью в противовес празднованию александрийского Нового года; праздники Рождества Богородицы 8 (21) сентября и Зачатия Богородицы 12 января — в Азии в противовес Олимпийским играм; праздник Преображения Господня 6 (19) августа — в Армении в противовес языческому Празднику роз; день архангела Михаила 8 (21) ноября — александрийского происхождения и заменил собой древнейший праздник Крещения Господня, установленный египетской церковью в противовес крокиям и торжествам в честь Усири; праздник Успения Богородицы связан с языческим праздником Деметры в Афинах; и др.
Языческое влияние заметно в обычае носить нательный крест, заменивший языческие наузы, культовой роли яиц, почитании сакральных изображений и др.
Б. А. Успенский определяет традицию усвоения дохристианских образов, их переосмысления и наполнения христианским содержанием как «воцерковление язычества».

## Понятие и характеристика
В Средние века появился термин «двоеверие». Он упоминается в проповедях, направленных против христиан, не прекративших тем или иным образом почитание языческих божеств. Со времени своего появления это слово обозначало конфликт, сознательный или бессознательный, между двумя разными религиозными системами. Сам термин подразумевает двойственность: конфликтующие друг с другом и разделённые язычество и христианство. Этого оттенка нет в термине «религиозный синкретизм», который напротив, подчёркивает слияние. Концепция двоеверия критикуется рядом учёных. Относительно концепции «двоеверия» как специфически русского явления филолог и историк В. М. Живов указывал, что синтез языческих и христианских культурных элементов характерен для всей европейской культуры, и двоеверие не является специфической чертой русской духовности.
В народном христианстве сформировалась «неофициальная» интерпретация ритуалов, священных текстов и персонажей библейской истории. Таким образом, это динамическая форма религии, в которой в синкретическом единстве сосуществует христианское вероучение и элементы дохристианских языческих верований, соединяются архетипические мифопоэтические идеи и христианские каноны.
По мнению историка и этнолога С. А. Штыркова, граница между «каноническим» и «народным» христианством не является чёткой и постоянной, и проводится религиозными институциями (например, РПЦ), которые нередко оценивают выходящее за эти рамки как «суеверие» или «язычество».
Народное христианство отражено в фольклорных текстах, таких как легенды, предания, духовные стихи, молитвы, заговоры, а также в иконографии. Существенную часть народного религиозного фольклора составляют повествования о чудесах, которые сотворили Бог, Богородица, Христос, ветхозаветные пророки, апостолы, святые, о чудесном проявлении Божьей благодати и чудесах, которые с точки зрения верующего, подтверждают присутстие высших сакральных сил в рядом с человеком и участие этих сил в его повседневной жизни.
Народное христианство имеет такие проявление, как народный культ святых, почитание культовых мест, обряды и ритуалы, связанные с религиозной и церковной сферами. Характерным для народного христианства является включение в обрядовую сферу тех культурных элементов, которые первоначально не связаны с христианством. Ритуалистика народного христианства представлена официальными обрядами — церковным сопровождением обрядов жизненного цикла, молитвами, молебнами о дожде, освящением предметов и пищи; обрядами, включающими церковные и народные элементы — почитанием объектов, считающихся народной традицией святыми, и неканонических святых, наречением умерших некрещёных младенцев именами Адам и Ева, различными формами обрядового ряженья, обходными обрядами; «языческими» обрядами — играми при покойнике, катанием священника по ниве, жертвоприношением деревьям, источникам и камням; антиповедением в церкви; применением в магических целях таких объектов, как сакральные тексты и церковные атрибуты, а также предметы иудейского и исламского культов; обращением за советами и помощью в тяжёлых ситуациях к священникам, раввинам или муллам.

## Африканские и американские народы

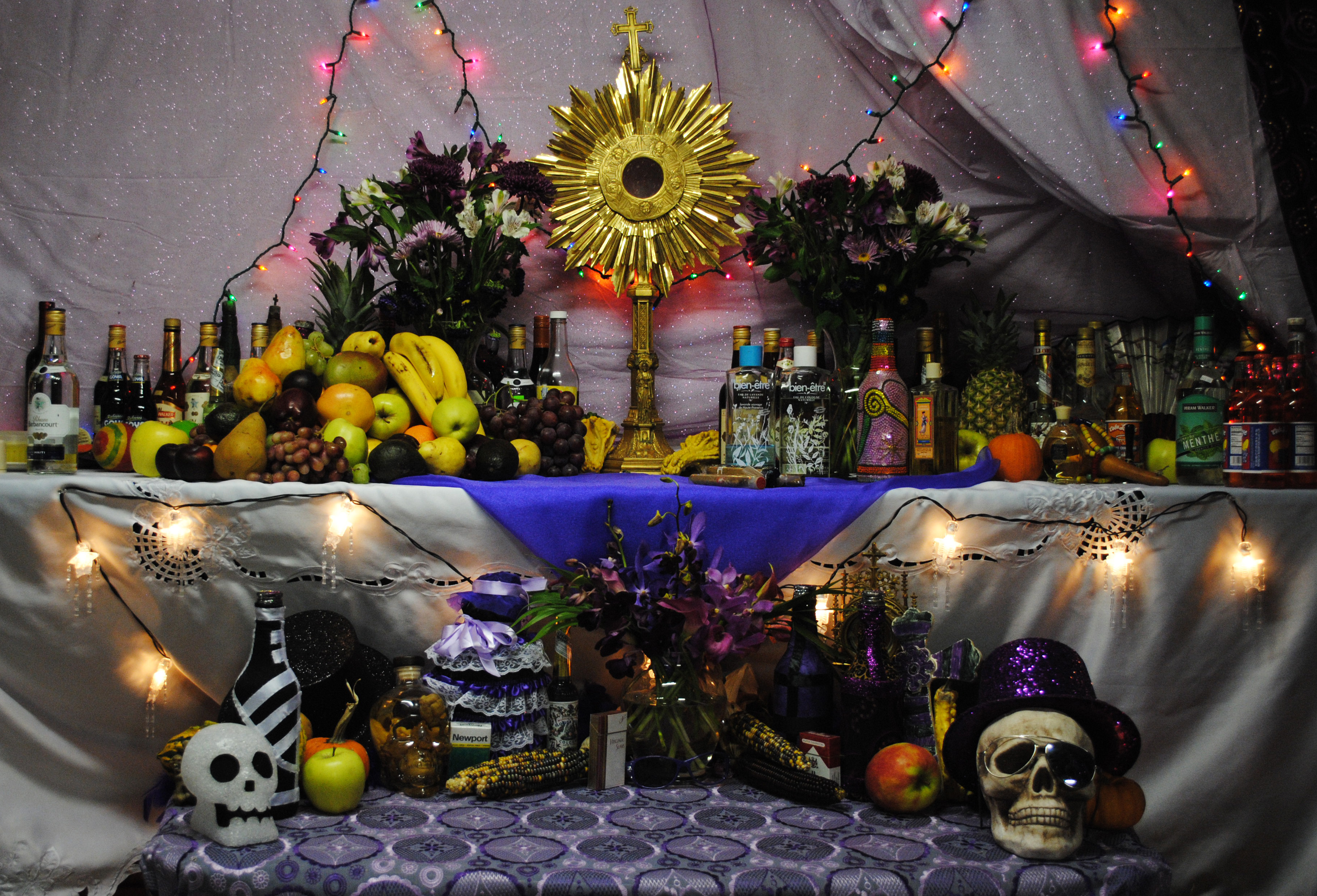
Алтарь сторонников гаитянского вуду, в котором сочетаются символы народного католицизма и вуду

Некоторые формы народного католицизма основаны на нехристианских убеждениях и могут включать в себя соединение образов католических святых и нехристианских божеств. Часть народных верований приобрела католические формы, как в случае с карибскими и бразильскими синкретическими религиями, объединяющими католицизм и религии Западной Африки. Из таких синкретических религий можно отметить гаитянское Вуду, кубинскую сантерию и бразильскую кандомбле. Точно так же существуют сложные переплетения между католической практикой и системой верований коренных народов Америки, таких как распространённые в общинах майя в Гватемале и общин индейцев кечуа в Перу. При этом приверженцы синкретических религий как правило, считают себя добрыми католиками даже поклоняясь нехристианским богам.

## Славяне

### Формирование
Данные археологии подтверждают начало распространения христианства на Руси до официального акта крещения. Начало христианизации Руси документируется распространением христианских древностей — крестов-привесок (нательных крестов), свечей и др. — в основном в дружинных погребальных комплексах. Они фиксируются уже с середины — третьей четверти X века в сети узловых пунктов Древнерусского государства — в городах и на погостах (дружинных центрах и торгово-ремесленных поселениях): в Киеве, Гнёздове (вблизи Смоленска), Шестовице (в районе Чернигова), Тимерёве (под Ярославлем) и др.. Известны монеты (византийские с христианскими изображениями и восточные, саманидские дирхемы) с нанесёнными на них (на Руси) граффити, передающими крест и молот Тора. Такие византийские монеты носились как иконы. Кроме того, кресты вырезались из дирхемов. Граффити в виде крестов и молоточков Тора могли изображаться на бытовых предметах. Для начальной стадии христианизации (середина — вторая половина X века) характерны крестовидные подвески из листового серебра, включая вырезанные из дирхемов. Они обнаружены в Гнёздове, Киеве, Тимерёве, на территории Искоростеня, в некрополе Пскова. Потоки монет на международных путях контролировала и распределяла княжеская дружина, религия которой становилась синкретичной. Эту дохристианскую эпоху, в отличие от более поздней, по мнению историка В. Я. Петрухина, и можно считать периодом «двоеверия».
Распространение христианского учения на Руси, особенно на ранних этапах, влияло на мифопоэтическое мировоззрение народа. Вследствие этого формировалось «народное православие», которое стало органической частью русской культуры, сохраняя традицию и воплощая систему народного мировоззрения. На Руси исконно славянские верования и обряды оказались вплетены в ткань народного православия, во многом отличного от официальной религии.
Н. С. Гордиенко вслед за Б. А. Рыбаковым считал, что в России «имело место длительное, многовековое сосуществование византийского христианства со славянским язычеством: вначале в качестве параллельно функционировавших самостоятельных вероисповедных систем, а затем — вплоть до настоящего времени — в виде двух компонентов единого христианского религиозно-церковного комплекса, именуемого русским православием». По мнению Н. С. Гордиенко, «„Двоеверие“, сначала явное, затем скрытое, впоследствии было преодолено русским православием, но преодоление это оказалось в значительной степени формальным, и достигла его церковь ценой компромисса, посредством приспособленчества. Византийское христианство не устранило славянское язычество из сознания и повседневного обихода народов нашей страны, а ассимилировало его, включив языческие верования и обряды в свой вероисповедно-культовый комплекс».
В то же время, нельзя не отметить влияние неканонической культуры Балкан и Византии, пришедшее на Русь вместе с христианством. Следует также отметить влияние финно-угров и скандинавов, а также балтийских и иранских народов, соседствующих с восточными славянами. Данный факт ставит под сомнение адекватность термина «двоеверие» по отношение к «неканоническим» верованиям. Однако некоторые авторы опираясь на уже устаревшие исследования указывают на даже «ведущую» роль славянского язычества в «народном православии».
Само по себе «народное православие» динамическая форма, в которой соединились как архетипические мифопоэтические идеи, так и православные каноны. Исследователи отмечают[кто?], что в России православие «не тождественно „религиозной институции“ (от лат. institution — „устройство“, „наставление“, „указание“) — официальной форме религиозной жизни, установленной Церковью и поддерживаемой обществом (догматическим учениям, каноническим предписаниям, являющимся результатом специальной богословской рефлексии)». Аналогичная ситуация имела место и в других европейских странах. Историк В. Я. Петрухин отмечает: «Поскольку и поучения против язычников, и русская Начальная летопись — Повесть временных лет (ПВЛ) были результатом „рецепции“ византийских образцов — творений отцов церкви (прежде всего, Григория Богослова и Иоанна Златоуста) и византийских хроник (в первую очередь — Иоанна Малалы и Георгия Амартола), — то собственно древнерусские фольклорные мотивы, имена языческих богов и т. п. оказывались включёнными в византийский и библейский „литературный“ контекст».
В берестяных грамотах встречается лишь одно или два упоминания Русалий, да и то как дат земледельческого календаря. Даже обвинения в «колдовстве», которое вовсе не обязательно синомично «язычеству», встречаются не более чем в двух из свыше 450 расшифрованных документов. В противовес этому, использование православного календаря для описания земледельческого цикла работ появляется в XIII веке и указывает на распространения христианства в это время. К концу XIV века крестьяне обычно называют себя «христианами», что подчёркивает усвоение ими христианской идентичности. Городские жители идентифицируют себя как христиане не позднее чем с XII века.

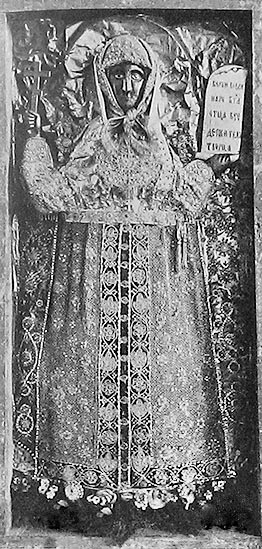
Параскева-Пятница из Пятницкого храма города Галича. Фото начала XX века

Народное православие — явление социально-культурное. Оно складывалось постепенно с распространением христианства на Руси. Вначале «народные массы должны были хотя бы минимально освоить обрядовые и догматические основы новой религии».
Народные представления о Боге и Его триединстве в общем совпадали с христианским вероучением: Бог — Творец, Промыслитель и Судия мира; Бог един и в трёх лицах. Но уже более конкретный вопрос о сущности троичности Бога ставил крестьянина в тупик. Так представление о троичности Бога, по сути, сводилось к верованию о существовании трёх отдельных лиц Троицы. С именем Бога Отца у крестьян соединялось больше представление об отеческом отношении Бога к людям, а не личное свойство первого лица Троицы. Бог-Сын мыслился как Господь Иисус Христос, а не как вечно рождающееся от Отца второе лицо Троицы. Особенно смутным и неопределённым было представление о Святом Духе. Не случайно поэтому итогом исследований народных представлений о Боге, которые были предприняты церковным автором Алексеем Поповым, стал вывод, что «воззрение народа на троичность лиц Божественных не отличается полнотою, иногда кажется несколько колеблющимся и сбивчивым, но тем не менее народ различает лица Божественные: Отца, Сына и Св. Духа. Русский народ признаёт единого Бога, хотя наряду с этим, не отдавая себе отчёта в своём представлении (…) признаёт и трёх лиц Святой Троицы». И в XIX веке основной догмат христианства о троичности Бога не был освоен российскими крестьянами. При объяснении этого факта, церковные авторы ссылались на недостаточность христианского просвещения крестьян.
Теолого-догматическая категория Троицы оказалась переосмысленной на бытовом уровне. В исследовательской литературе это явление связывается с совпадением церковного праздника Святой Троицы и цикла древнеславянских Семицких празднеств. Ассоциативно-интегрированный характер средневекового мышления и всей народной культуры проявился в восприятии Троицы в качестве Богородицы. В устном поэтическом творчестве Троицу воспринимали как Богородицу, что отразилось, в частности, в некоторых семицких песнях с известным зачином «Благослови, Троица-Богородица…», исполнявшихся ещё во второй половине XIX века. Этот образ Троицы-Богородицы нашёл выражение и в иконописи. Это пример бытового народного мифотворчества, воспринявшего христианскую догму сквозь призму языческих понятий. А. Н. Веселовский писал: «Таким образом должен был создаваться целый новый мир фантастических образов, в котором христианство участвовало лишь материалами, именами, а содержание и самая постройка выходили языческими».
Своеобразное переплетение суеверий с христианским вероучением некоторые исследователи объясняют тем, что крестьян в христианстве привлекала не догматическая сторона (многие крестьяне не понимали христианских догматов), а чисто внешняя, обрядовая. По мнению архиепископа Макария (Булгакова), автора многотомной «Истории русской церкви», многие из христиан практически оставались язычниками: исполняли обряды Святой Церкви, но сохраняли обычаи и верования своих отцов.
В СССР вопрос о бытовом православии как функционирующей системе, социально-культурном и социально-историческом явлении оставался недостаточно изученным.

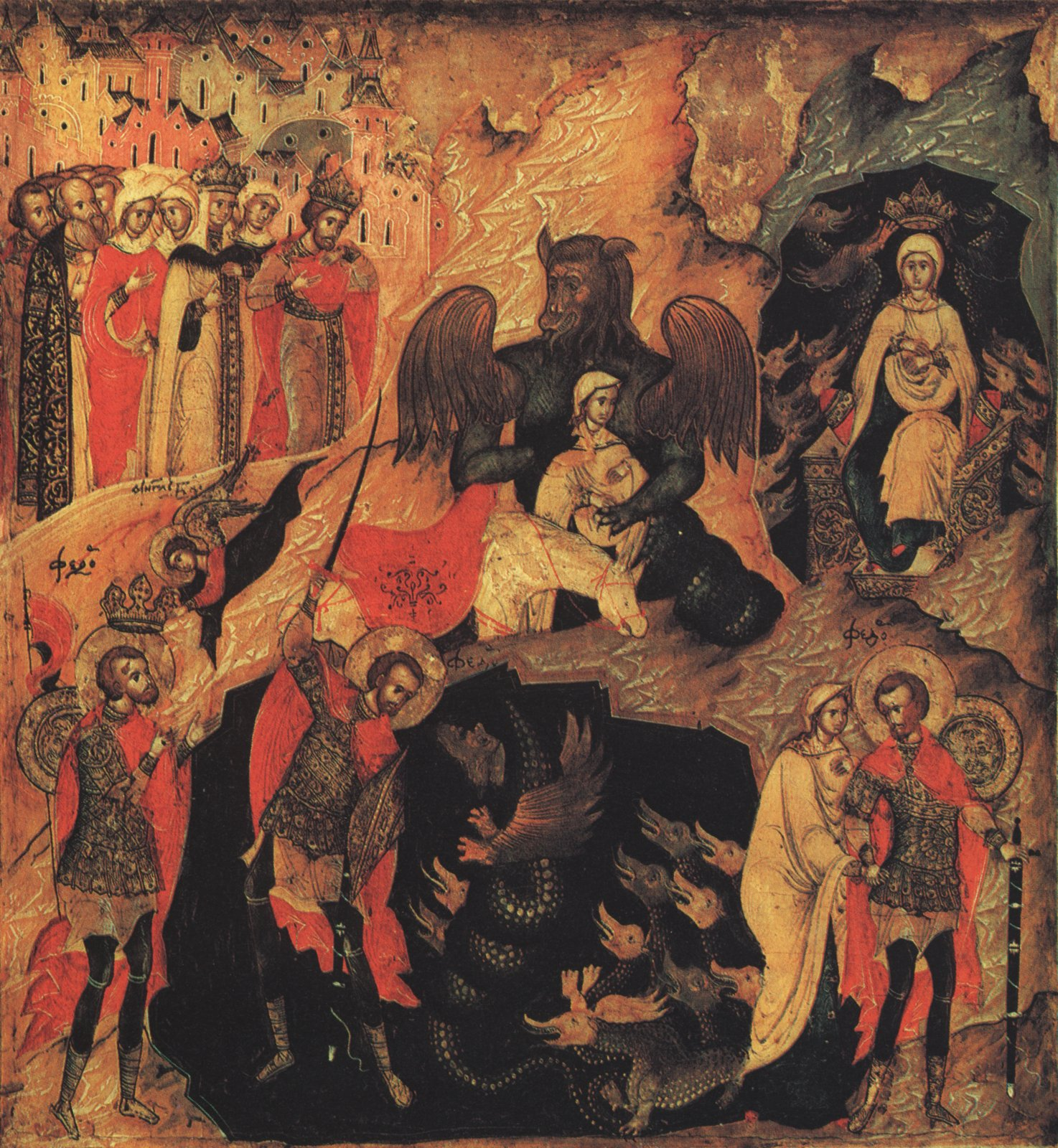
Апокрифическое «Чудо святого Федора Тирона» на русской иконе

Народная религиозность отличалась от официального христианства и даже противостояла ему. В то же время церковь принимала некоторые народные поклонения и культы, внося корректировки в своё учение. Например, народный культ девы Марии к XII веку был поддержан и развит церковью. Под влиянием народного почитания «святой бедности» и представлений о социальной справедливости к XII веку акцент почитания смещается с культа грозного Бога-Отца, и Христа-Пантократора, как управителей мира, на культ Христа-Искупителя.
Бытовое православие — своеобразная, созданная крестьянством, «редакция» христианской религии, порицаемая Церковью. Христианская религия в том виде, в каком утверждалась духовенством, не смогла проникнуть в самые глубины жизни русской деревни, и приняв формы аграрно-бытовых верований, явилась источником и почвой возникновения суеверных представлений, магических действий, своеобразных истолкований реального мира.
Ещё в XIX веке отмечалось, что христианские праздники в народной среде отмечаются «кудесами» — обрядами «грубыми» и «грязными», вызывающими самое серьёзное осуждение церкви. А в начале XX века о русском народе говорили: 

Русский народ ничего не понимает в своей религии… он смешивает бога со святителем Николаем и последнему готов даже отдать преимущество… Догматы христианства ему совершенно неизвестны— Миссионерское обозрение, 1902, т. II
По мнению некоторых исследователей, народные религиозные представления должны осознаваться не как «двоеверие», «наслаивание и параллельное существование старого и нового», не как бессистемное образование, состоящее из собственно языческого культурного слоя и поздних церковных напластований, а как «народное единоверие», целостное мировоззрение, не распадающееся на язычество и христианство, а образующее целостную, хотя и подвижную, а в некоторых случаях и несколько противоречивую систему.

### Представления славян о святых
С распространением на Руси христианства прежние верования славян не исчезли бесследно. Взаимовлияние языческой и христианской культур привело к трансформации образов христианских святых в народной культуре. Они оказались «заменителями» языческих богов и на них перешли некоторые дохристианские черты.
Народные представления славян о христианских святых и их жизни порой сильно отличаются от их канонических образов. В сказках и легендах некоторые из них иногда органично выполняют функцию добрых помощников, а иные — даже роль вредителей по отношению к крестьянину. Особенно сильно это сказалось на образах Богородицы, Николая Чудотворца, Ильи-пророка, Георгия Победоносца, Власия, Флора и Лавра, Касьяна, Параскевы-Пятницы, Кузьмы и Демьяна.
На Русском Севере часть святых в народном представлении заменила прежних богов, приняв их функции: Святитель Николай — Велеса, связанного с загробным миром, водой, покровителя скота, богатства, торговли, земледелия; Илья-пророк и Георгий Победоносец — Перуна, связанного с небом, громовержца, змееборца, покровителя ратного дела; святые Екатерина и Параскева — Мокоши, покровительницы женщин, женского рукоделия, богини влаги, родников и колодцев.
Богородица

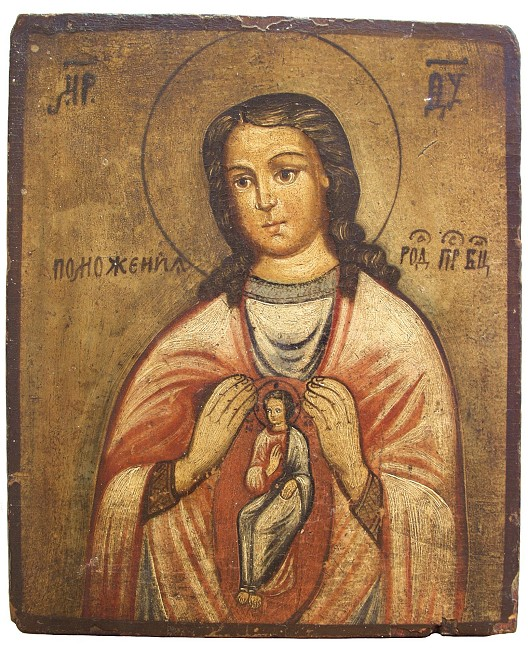
Икона Божией Матери «Поможение родам». XIX век

Славянами Богородица воспринималась как покровительница женщин, женских работ, рожениц, защитница от бед, нечистой силы, напастей и страданий, небесная заступница, отзывчивая, милосердная и участливая. Поэтому к ней нередко обращаются в народных молитвах, заговорах, заклинаниях. Богородица — излюбленный персонаж народных легенд, имеющих нередко книжный апокрифический источник.
Покровительство роженицам обусловлено традиционным восприятием материнского начала в образе Богородицы, что подчёркивается и этимологической связью её именования со словом «роды». К Богородице обычно обращались с просьбой о помощи при трудных родах, в день Рождества Богородицы беременные молились о лёгком разрешении от бремени. Богородицу воспринимали также не только как Божью Матерь, но и как родную мать для всех людей. В этом смысле она в крестьянском сознании соотносилась с Матерью-сырой землёй. Эта связь обнаруживается также в традиционных представлениях о матерной брани: в народной среде полагали, что она оскорбляет трёх матерей человека — Богородицу, Мать-сыру землю и родную мать. У русских известно изречение: когда ругаются матом — «Богородица падает лицом в грязь».
Соединение культов Богородицы и Матери сырой земли зафиксировано в 1920-е годы в Переславль-Залесском уезде Владимирской губернии. Здесь во время сильной засухи мужчины в отчаянии стали бить колотушками сухие комья земли на пашне, на что женщины потребовали остановиться, говоря, что тем самым они бьют «саму Мать Пресвятую Богородицу». О связи Богородицы с земледелием свидетельствует и приуроченность в некоторых местах у русских обрядов, относящихся к обрядовому началу сева на Благовещенье. Для того, чтобы был хороший урожай, в этот день освящали зерно для посева, а затем икону Богородицы ставили в сосуд с зерном, и произносили приговор:
Матерь Божья!

Гавриил Архангел!

Благовестите, благоволите,

Нас урожаем благословите.

Овсом да рожью, ячменем, пшеницей

И всякого жита сторицей!
Никола Чудотворец

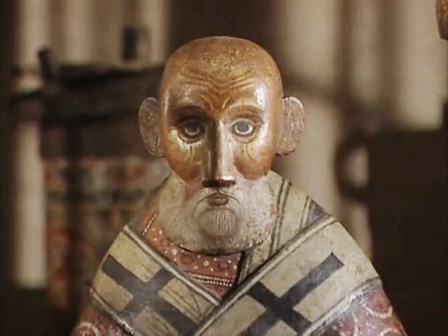
Никола. Деревянная скульптура из хранилища Вологодского музея

Никола Чудотворец — один из наиболее почитаемых у славян христианских святых. В восточнославянской традиции культ Николы по значимости приближается к почитанию самого Бога (Христа).
По народным верованиям славян, Никола — «старший» среди святых, входит в святую Троицу (sic) и даже может сменить на престоле Бога. В легенде из белорусского Полесья говорится, что «сьвяты Мікола не толькі старэй за ўсіх сьвятых, да мабыць и старшы над імі <…> Сьвяты Мікола божы насьледнік, як Бог памрэ (sic), то сьв. Мікалай чудатворец будзе багаваць, да не хто іншы». Об особом почитании святого свидетельствуют сюжеты народных легенд о том, как святой Николай стал «владыкой»: он так истово молился в церкви, что золотая корона сама собой упала ему на голову (укр. карпат.).
У восточных и западных славян образ Николы по некоторым своим функциям («начальник» рая — владеет ключами от неба; перевозит души на «тот свет»; покровительствует ратникам) может контаминироваться с образом Архангела Михаила. У южных славян образ святого как истребителя змей и «волчьего пастыря», сближается с образом Георгия Победоносца.
Основные функции Николы (покровитель скота и диких зверей, земледелия, пчеловодства, связь с загробным миром, соотнесённость с реликтами культа медведя), противопоставление «милостивого» Николы «грозному» Илье-пророку в фольклорных легендах свидетельствуют, по мнению Б. А. Успенского, о сохранении в народном почитании святого Николая следов культа языческого божества Велеса.
Илья-пророк

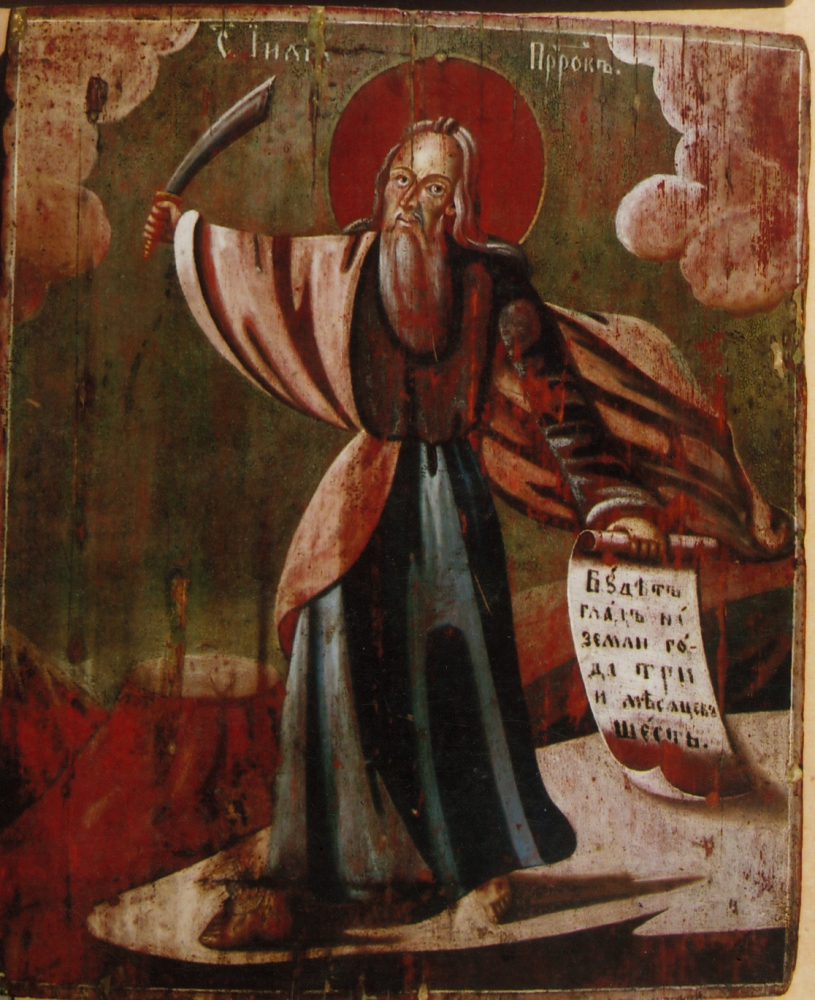
Икона «Илья Пророк грозящий», XIX век

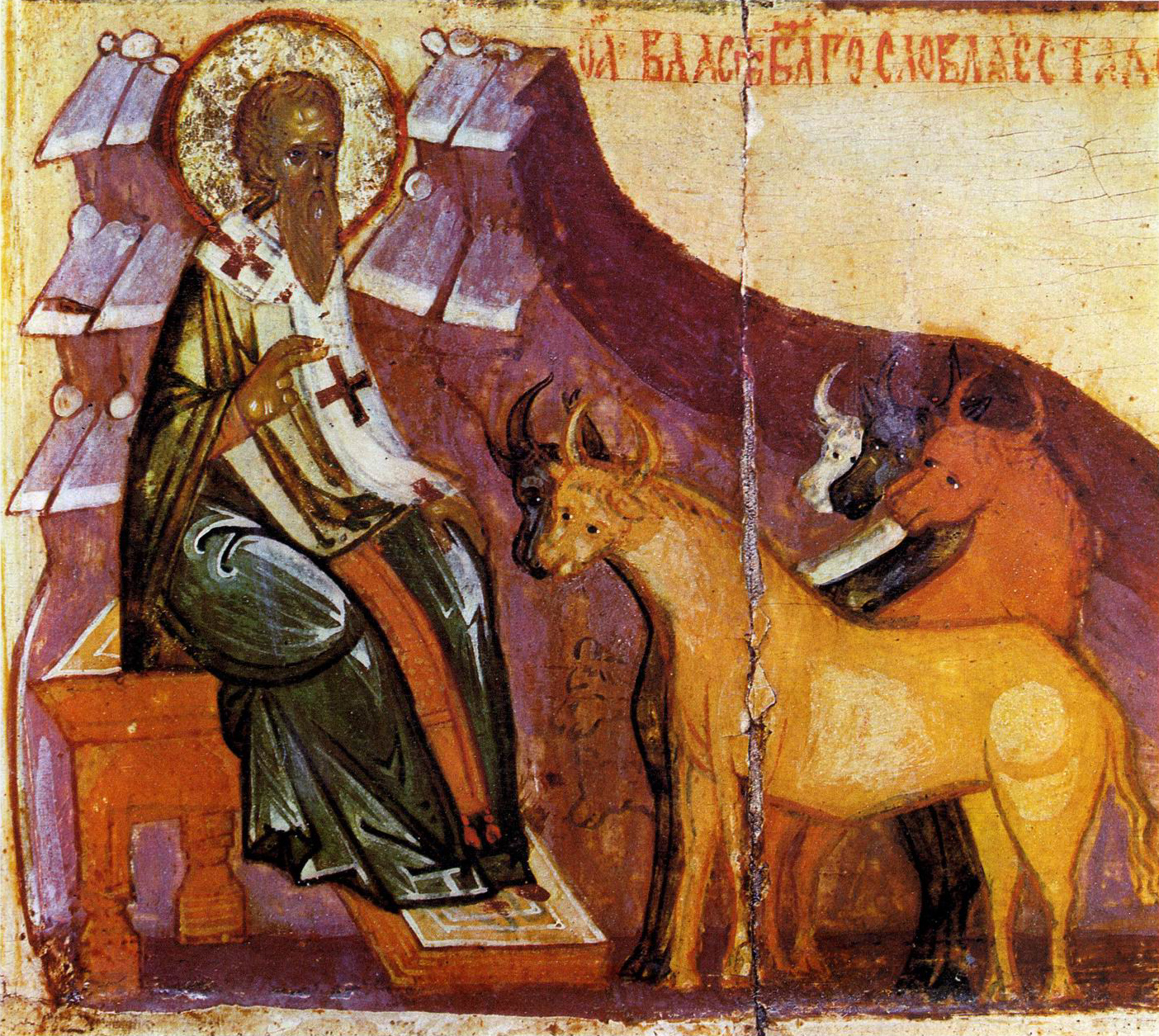
Власий Севастийский благословляет стадо коров. Фрагмент иконы XV в. Русский музей

В славянской народной традиции Илья-пророк — повелитель грома, небесного огня, дождя, покровитель урожая и плодородия. Илья — «грозный святой».
Согласно славянским народным легендам, опирающимся на книжную (библейскую, богомильскую) традицию, Илья был взят живым на небо. До 33 лет Илья сидел сиднем и был исцелён и наделён огромной силой ходившим по земле Богом и святым Николаем (ср. богатырь), после чего был вознесён на небо (орлов.), ср. былинный сюжет об Илье Муромце. Святой ездит по небу на огненной (каменной) колеснице. По славянским поверьям, солнце — колесо от колесницы Ильи-пророка, запряжённой огненными (белыми, крылатыми) конями (в.-слав.), или на белом коне (болг.), отчего и происходит гром. Млечный путь — дорога, по которой ездит пророк. Зимой Илья ездит на санях, поэтому грозы и грома не бывает (орлов.). Сила Ильи-громовержца столь велика, что её приходится сдерживать: Бог возложил на голову Ильи камень в 40 десятин (орлов.), сковал ему одну руку и ногу (карпат.); сестра Ильи Огненная Мария скрывает от него день его праздника, иначе он от радости побьёт молниями весь свет (серб.); у святого Ильи есть только левая рука; если бы он имел обе руки, то перебил бы всех дьяволов на земле (банатские геры). Перед концом света Илья спустится на землю и три раза объедет свет, предупреждая о Страшном Суде (орлов.); явится на землю умирать или примет мученическую смерть через отсечение головы на шкуре огромного вола, который пасётся на семи горах и выпивает семь рек воды; пролившаяся при этом кровь пророка сожжёт землю (карпат.). По легенде из Галиции, конец света наступит, когда Илья «так впалит громами, що земля росипитси i спалитси»; ср. русский духовный стих «О Страшном Суде», в вариантах которого святой выступает в роли исполнителя воли Господа, карающего грешный человеческий род.
Егорий Храбрый

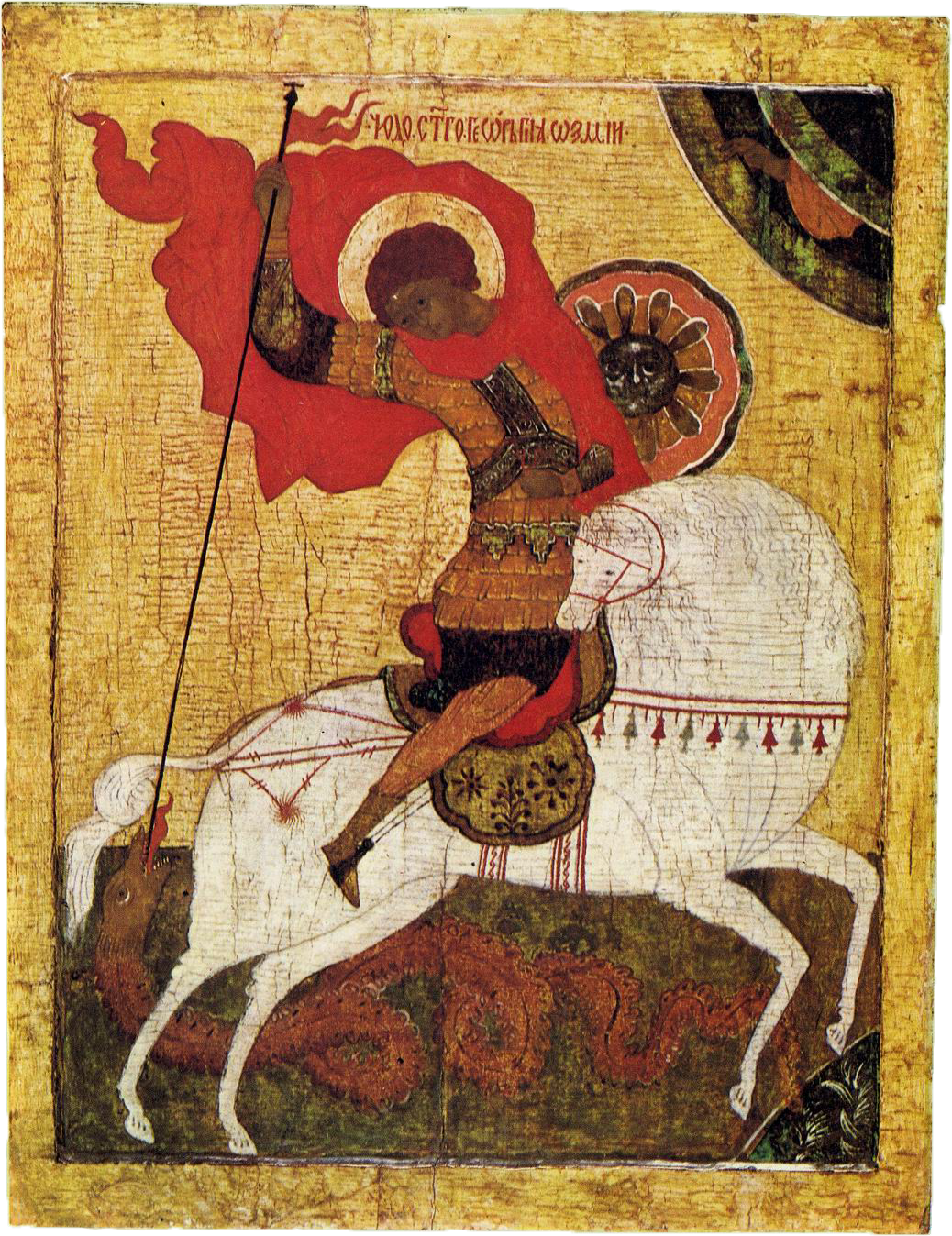
Икона «Чудо Георгия о змие». Из собрания И. Остроухова. XV век, Новгородская школа

В народной культуре славян Георгий Победоносец называется Егорий Храбрый, Юрий — защитник скота, «волчий пастырь», «по весне отмыкает Землю и выпускает росу». У южных славян Гергиев (Юрьев) день — основной календарный рубеж первой половины года, вместе с Дмитриевым днём он делит год на два полугодия — «дмитровское» и «юрьевское». По мнению Т. В. Зуевой образ Егория Храброго в народной традиции слился с языческим Дажьбогом.
В народном сознании сосуществуют два образа святого: один из них приближен к церковному культу святого Георгия — змееборца и христолюбивого воина, другой, весьма отличный от первого, к культу скотовода и землепашца, хозяина земли, покровителя скота, открывающего весенние полевые работы. Так, в народных легендах и духовных стихах воспеваются подвиги святого воина Егория (Георгия), устоявшего перед пытками и посулами «царища Демьянища (Диоклетианища)» и поразившего «люту змию, люту огненну». Мотив победы святого Георгия известен в устной поэзии восточных и западных славян. У поляков святой Ежи сражается с «вавельским смоком» (змеем из краковского замка). Русский духовный стих, также следуя иконописному канону, причисляет к змееборцам и Феодора Тирона (см. Сказание о подвигах Фёдора Тиринина), которого восточно- и южнославянские традиции тоже представляют всадником и защитником скота.
Другой народный образ святого связан с началом весны, земледелием и скотоводством, с первым выгоном скота, который у восточных и части южных славян, а также в восточной Польше часто бывает на Юрьев день. В русских (костром., твер.) обходных юрьевских песнях обращаются к святому Егорию и святому Макарию:
Егорий ты наш храбрый,

Макарий преподобный!

Ты спаси нашу скотину

В поле и за полем,

В лесу и за лесом,

Под светлым месяцем,

Под красным солнышком,

От волка хищного,

От медведя лютого,

От зверя лукавого
У хорватов и словенцев в обходе дворов с юрьевскими песнями главная фигура — «Зелёный Юрий» (Zeleni Juraj) — мальчик, покрытый с головы до ног зелёными ветками, изображающий святого Георгия (ср. полес. куст). В тех же хорватских песнях в Юрьев день иногда присутствует мотив змееборчества и похищения змеем девицы. Словенцы в Помурье водили «Зелёного Юрия» или «Весника» (Zeleni Jurij, Vésnik — от словенского диалектного vésna «весна») и пели:

| Оригинал Zelenega Jurja vodimo, Maslo in jajca prosimo, Ježi-babo zganjamo, Mladoletje trosimo! | Перевод Зелёного Юрия водим, Масло и яйца просим, Бабу Ягу прогоняем, Весну рассыпаем! |
Для болгарских и восточносербских юрьевских песен характерен мотив подковывания коня и объезда полей: «Свети Гиоргия коня кове се от сребро и от злато…» (Святой Георгий подковывает коня серебром и золотом…),

| Оригинал Тръгнал ми е свети Георги Сутром рано на Герговден Да обижда зелени нивя, Зелени нивя, росни ливади. | Перевод Направился святой Георгий Рано утром на Юрьев день Объезжать зелёные поля, Зелёные поля, росистые луга. |
В Приангарье Егория Храброго чтили как покровителя лошадей, в его день на лошадях не работали. В Пиринской Македонии (Петрич) полагали, что святой Георгий — повелитель весеннего дождя и грома: вместе с пророком Ильёй он разъезжал на коне по небу, и от этого слышался гром. В сёлах около Пловдива воспринимали святого как хозяина и «держателя» всех вод: он убил змея, чтобы дать людям воду.
Власий — скотий бог
В славянской народной традиции святой Власий — покровитель скота, «отмыкающий у коров молоко» в конце зимы. Традиционные представления о святом Власии восходят к образу славянского скотьего бога Волоса. Соединение образов языческого божества и христианского святого в народном сознании вероятно способствовала звуковая близость их имён. На Руси с принятием христианства на местах языческого поклонения Волосу часто воздвигались церкви святого Власия. По мнению русского и финского филолога Вильо Мансикки, польского академика Генрика Ловмянского и др., наоборот, сам Волос представляет собой мифологизированный образ святого Власия, заимствованный восточными славянами-язычниками из христианской Болгарии.
Согласно житию, во время гонений на христиан при римском императоре Лицинии, святой Власий скрывался в пустынных местах и жил на горе Аргеос в пещере, к которой кротко подходили дикие звери, во всём подчинявшиеся Власию и получавшие от него благословение и исцеление от болезней. Мотив покровительства скоту отражён в иконографии святого Власия. Его иногда изображали на белом коне в окружении лошадей, коров и овец или только рогатого скота. В славянской народной традиции святого Власия звали «коровьим богом», а день его памяти — «коровьим праздником». В Новгороде во Власьев день к его образу приносили коровье масло. У белорусов в день святого Власия («конское свято») объезжали молодых лошадей и устраивали особую трапезу. По северноукраинским представлениям, Власий «завидуе рогатою скотыною». В Сибири праздновали день святого Власия как покровителя домашнего скота. В восточной Сербии (Буджак) Власьев день считался праздником волов и рогатого скота (серб. говеђа слава), в этот день не запрягали волов.
Если Власьев день совпадал с Масленичным днём, тогда про этот день говорили: «На Аўласа бяры каўшом масла» (белорус.) — На Власа бери ковшом масла. «Скотий бог — сшибает с зимы рог», а на Онисима-овчарника 15 (28) февраля, «зима становится безрогой».
Параскева Пятница

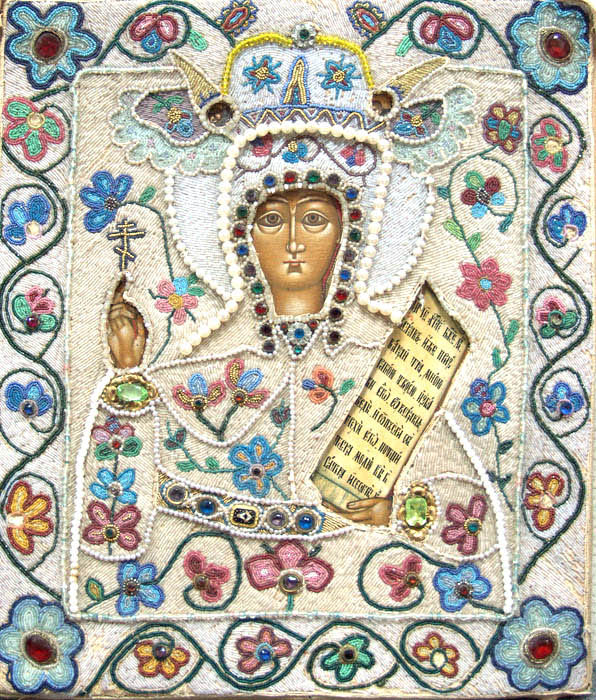
Икона «Параскева Пятница» в окладе. Урал, около 1800

в народной православной традиции славян мифологизированный образ святой основан на персонификации пятницы как дня недели и культе обобщённого образа святой Параскевы. По мнению ряда исследователей, на Параскеву Пятницу были перенесены некоторые признаки и функции главного женского божества восточнославянского пантеона — Мокоши: связь с женскими работами (прядением, шитьём и др.), с браком и деторождением, с земной влагой. Также соотносится с Богородицей, Неделей (воскресеньем) и святой Анастасией.
Образ Параскевы Пятницы по народным представлениям заметно отличается от иконографического, где она изображается аскетического вида женщиной в красном омофоре. Народное воображение наделяло её демоническими чертами: высокий рост, длинные распущенные волосы, большие груди, которые она закидывает за спину, и другие, что сближает её с женскими мифологическими персонажами типа Доли, Смерти, русалки. Существовал обряд «вождения Пятницы» зафиксированный в XVIII веке: «в Малой России, в полку Стародубском, в день уроченный праздничный водят жонку простовласую под именем Пятницы, а водят в ходе церковном и при церкви честь оной отдаёт народ с дары и со упованием некоей пользы». В былинках Параскева Пятница прядёт оставленную хозяйкой недопряденную кудель (подобно домовому, кикиморе, маре), наказывает женщину, осмелившуюся вопреки запрету заниматься прядением, мотанием ниток, шитьём: путает нитки, может содрать кожу с нарушительницы, отнять зрение, превратить в лягушку, бросить в окно сорок веретён с приказанием напрясть их до утра и т. п.)
Согласно поверьям, Параскева Пятница контролирует соблюдение и других пятничных запретов (стирка белья, отбеливание холстов, расчёсывание волос и пр.).
По украинским поверьям, Пятница ходит исколотая иглами и веретенами нерадивых хозяек, не почтивших святую и её дни. До XIX века на Украине сохранялся обычай «водить Пятницу» — женщину с распущенными волосами.
В быличках и духовных стихах Параскева Пятница жалуется, что её не почитают, не соблюдая запретов по пятницам, — колют её веретенами, прядут её волосы, засоряют ей глаза кострой. По поверьям, на иконах Параскева Пятница изображена с торчащими из груди спицами или веретенами (ср. образы Богоматери Семистрельной или Умягчение злых сердец).
Неделя
В народных представлениях славян персонаж, персонификация дня недели — воскресенья. Соотносится со святой Анастасией (у болгар — и со святой Кириакией). С почитанием Недели связаны запреты на различные виды работ (ср. происхождение славянского неделя от не делать).
Белорусы Гродненской губернии рассказывали, что день отдыха — нядзеля — был дан людям после того, как однажды человек спрятал святую Неделю от преследовавших её собак; до этого были одни будни. Украинцы Волыни говорили, что Бог подарил Неделе целый день, но велел ей самой следить, чтобы люди в этот день не работали. По представлениям хорватов, у святой Недели нет рук, поэтому работать в этот день особенно грешно.
Святая Неделя приходит к тем, кто нарушает запрета на работу в воскресенье (прядёт, ткёт, треплет лён, копает землю, ходит в лес, работает в поле и т. д.). Неделя появляется в виде женщины (девушки) в белой, золотой или серебряной одежде (бел.), с израненным телом и жалуется, что её колют веретенами, прядут её волосы (при этом указывает на свою изорванную косу — укр.), рубят, режут и т. п. В украинской легенде мужик встречает на дороге молодую женщину, которая признаётся, что она — Неделя, которую люди «спекли, сварили, поджарили, ошпарили, посекли, съели» (Чигиринский уезд). В западно-белорусской легенде Неделя является в паре с нарядной и красивой жидовской недзелькой (то есть субботой, почитаемой евреями) и жалуется, что евреи свою «неделю» почитают, а «вы всё робите в неделю, то мне чисто тело паабрывали».
Почитание Недели тесно связано с почитанием других персонифицированных дней недели — среды и пятницы, которые в народных верованиях связаны родственными узами. Сербы считают, что Параскева Пятница — мать или сестра святой Недели (ср. следующие друг за другом дни святой Параскевы Пятницы — 28.Х/10.XI и святой Анастасии — 29.X/11.XI). По представлениям гуцулов, «неділя — то Матка Божа» (Богородица обращалась за покровительством ко всем дням седмицы, согласилась неделя, то есть воскресенье; ср. общеславянское представления о Богородице, святой Параскеве Пятнице, святой Анастасии как покровительницах женщин и женских работ и сходные запреты, приуроченные к богородичным праздникам, пятнице и воскресенью).
Апостолы Пётр и Павел
В славянской традиции Пётр и Павел являются парными персонажами (ср. Кузьма и Демьян, Флор и Лавр), которые часто могут выступать в едином образе: Пётр-Павел, Петро-Павло, Петропавля. Болгары считали их братьями, иногда даже близнецами, у которых была сестра — святая Елена или святая Мария (Огненная). Пётр — младший брат и более добрый: он позволяет земледельцам работать в свой праздник. Павел — старший, он грозен и сурово наказывает нарушителей праздничных обычаев, посылая с неба гром и молнии, сжигающие снопы. По сербскому преданию, «разделение вер на православную и католическую произошло после ссоры апостолов: Пётр объявил себя православным (сербом), а Павел сказал, что он католик (шокац)». В представлении славян Пётр и Павел занимают особое место, выступая в роли хранителей ключей от рая (ср. белорусское название созвездия Лебедя — Пятрова палка, которое воспринимается также как ключ от рая). Болгары также считали святого Петра сторожем райского сада, охраняющим золотое райское дерево, вокруг которого в виде мух и пчёл летают души умерших детей.
В традиционном мировоззрении русского народа апостол Пётр относился к числу наиболее чтимых святых угодников. В сказаниях и быличках он фигурирует под именем апостола-ключаря.
Среди гуцулов существовало поверье, что ключи от земли святой Пётр хранит весь год и лишь весной их забирает у него святой Юрий; в Петров день ключи вновь возвращаются к Петру, и тогда наступает осень.
В Сербии представляли апостола Петра «разъезжающим на златорогом олене по небесному полю над колосящимися земными нивами».

### На иконах и в обрядах
Советский искусствовед М. В. Алпатов полагал, что среди древнерусских икон можно выделить те, в которых отражены народные идеалы[какие?] и что особенно ярко народное представление о святых проявляется на иконах с изображением покровителей скота (Георгия, Власия, Флора и Лавра), а также на иконах Ильи Пророка, своего рода «преемника» бога грома и молнии Перуна. Кроме того, он допускал, что некоторые[какие?] древнерусские иконы отразили народное двоеверие, в том числе культ Матери Сырой Земли
Н. И. Толстой рассматривает обряды оползания и опоясывания храма, обряды вызывания дождя, обряды, связанные с защитой от громом и града, а также некоторые другие, как симбиоз христианских и дохристианских обычаев.

## Значение
Церковь могла обратить язычников к почитанию христианского Бога и святых, но не способна была решить все насущные проблемы и подробно объяснить с позиций христианства, как устроен окружающий их мир, по причине отсутствия достаточно развитой и широкой системы образования. Народная религиозно-мифологическая система оставалась востребованной в силу этиологической (объясняющей) функции мифа. Христианская религия разъясняла, во что следует верить, и устанавливала систему поведения и ценностей в отношениях между людьми и с зарождающимся государством, тогда как народные мифы и представления (прежде всего базовый пласт, составляющий низшую мифологию) отвечали на прочие насущные вопросы.

## В новейшее время
В новейшее время происходит распад крестьянской среды, сохранявшей «языческие реликты» (народное христианство), выполнявшие в ней важные функции. В новых условиях эти культурные элементы утрачивали свои функции, переставали быть необходимыми.
У восточных славян, помимо распада крестьянского уклада, прерывание народно-христианской традиции способствовала радикальная трансформация традиционного жизненного уклада, произведённая в советский период истории. В ходе масштабных социальных, экономических и культурных преобразований в СССР (урбанизация, внутренняя миграция, развитие образования, антирелигиозная пропаганда и др.) народное православие исчезало быстрыми темпами вместе реликтами дохристианской картины мира. Доступная советская система образования сформировала научную картину мира, не оставлявшую места для традиционных мифов, ранее бытовавших в форме различных суеверий, примет, быличек.
После распада Советского Союза при поддержке властей православие вновь обрело значение в жизни общества. Если православие сохранило свои нормы и традиции, которые могут быть вновь актуализированы, то народно-христианские верования и обрядовые практики почти полностью утрачены и забыты под воздействием атеистической пропаганды и политики ускоренной модернизации страны и не имеют возможности возрождения.
«Язычество», на распространение которого в современном обществе указывают некоторые православные авторы, представляет собой не дальнейшее развитие древних религиозных представлений восточных славян, а является следствием примитивизации массового сознания, диссоциации научной картины мира на отдельные элементы, более не объединённые какой-либо философской идеей. К такому «язычеству» православные авторы относят разнообразные явления, несовместимые с канонами авраамических религий — гороскопы и магические практики, уфологию, поклонение известным брендам и др. Эти верования и представления являются продуктом глобализации и не имеют связи с местными народными верованиями прошлого. Они смыкаются с таким явлением как итсизм, верой в нечто неопределённое.